# Râul Urlea
Râul Urlea este un curs de apă din județul Brașov, afluent al râului Pojorta

## Hărți
- Harta Județului Brașov
- Harta Munții Făgăraș  Arhivat în 8 septembrie 2013, la Wayback Machine.
- Harta Munții Făgăraș Est